# هینتر تیربرگ
هینتر تیربرگ (به لاتین: Hinter Tierberg) یک کوه در سوئیس است که در کانتون برن واقع شده‌است. هینتر تیربرگ ۳٬۴۴۵ متر بالاتر از سطح دریا واقع شده‌است.